# Рододендрон карликовый
Рододе́ндрон (родота́мнус) ка́рликовый (лат. Rhodothámnus chamaecístus) — вечнозелёный кустарник родом из Европы, вид рода Родотамнус (Rhodothamnus) семейства Вересковые (Ericaceae). Типовой вид рода.

## Ботаническое описание

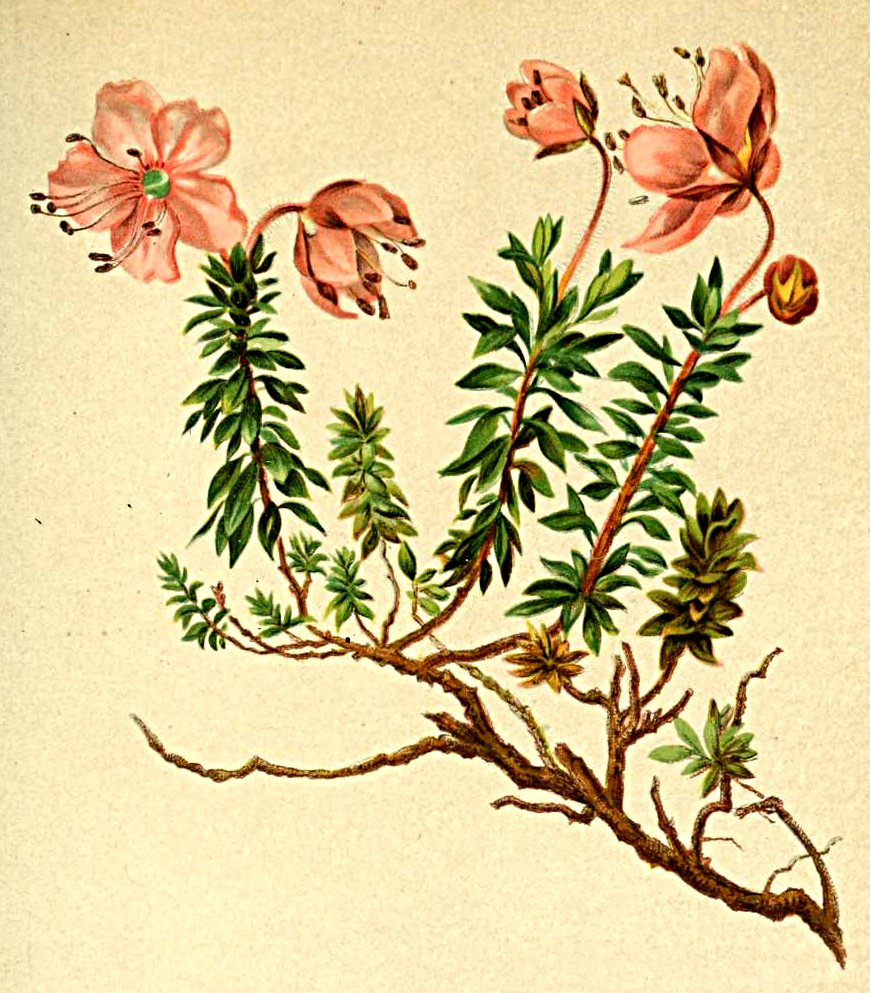
Ботаническая иллюстрация из Atlas der Alpenflora (1882)

Рододендрон карликовый — вечнозелёный низкорослый кустарник, не превышающий 40 см в высоту, с многочисленными приподнимающимися веточками. Листья очерёдные, почти сидячие, обратноланцетовидно-эллиптические, с цельным или тупозубчатым краем, покрытым беловатыми ресничками, 5—10×2—4 мм.
Цветки пазушные, одиночные или собранные в группы по 2—3, на железистым цветоножках. Чашечка разделена на 5 долей, каждая из которых продолговато-ланцетовидная, около 5 мм длиной. Венчик до 3 см в диаметре, бледно-розовый, пятилепестковый. Тычинки в количестве 10, около 12 мм длиной. Пестик 15—20 мм длиной.
Плод — продольно раскрывающаяся коробочка.
Набор хромосом — 2n = 24.

## Экология
Рододендрон карликовый произрастает по скалистым склонам гор, на высоте 1000—2000 м над уровнем моря. Кальцефил.

## Ареал
Рододендрон карликовый — эндемик восточных Альп. Известен из Австрии, Германии, Италии и Словении.

## Значение
Рододендрон карликовый выращивается в качестве декоративного растения. Выведено несколько межродовых гибридов с его участием. Таковы ×Phyllothamnus erectus [Rh. chamaecistus × Phyllodoce empetriformis] и ×Kalmiothamnus ornithomma [Rh. chamaecistus × Kalmiopsis leachiana].

## Таксономия

### Синонимы
- Adodendron chamaecistus (L.) Kuntze, 1891
- Chamaecistus austriacus Regel, 1874
- Rhododendron chamaecistus L., 1753basionym
- Rhododendron cistiflorum St.-Lag., 1880